# Инаятулла-хан
Инаятулла-хан (20 октября 1888 — 12 августа 1946) — король (падишах) Афганистана, вошёл в историю как «трёхдневный падишах».
Инаятулла-хан был сыном эмира Афганистана Хабибуллы-хана и, таким образом, братом первого короля (падишаха) независимого Афганистана Амануллы-хана. В начале 1929 года, когда повстанцы Бачаи Сакао подходили к Кабулу, то король Аманулла-хан, в надежде их умиротворить, 14 января объявил об отмене большинства своих реформ и о своём отречении от престола в пользу Инаятуллы-хана. Так Инаятулла-хан стал правителем Афганистана.
Однако Инаятулла-хан пробыл на афганском троне всего три дня. 17 января он, прихватив государственную казну, при помощи британских ВВС бежал к своему брату Аманулле-хану, а в Кабул вошли «сакависты», провозгласив Хабибуллу Калакани новым правителем. Инаятулла-хан до конца жизни прожил в эмиграции.